# I Kissed a Girl
Singles de Katy Perry
Hot 'n Cold
(2008)
Pistes de One of the Boys
One of the Boys Waking Up in Vegas
I Kissed a Girl est une chanson pop-rock interprétée par Katy Perry et coécrite par Perry, Dr. Luke, Max Martin et Cathy Dennis. Elle figure sur son deuxième album studio, One of the Boys, sorti en 2008. Ce titre a marqué un tournant dans la carrière de Perry, attirant l'attention grâce à ses paroles provocantes et son refrain accrocheur. Son thème audacieux et sa production énergique en ont fait un tube mondial et un titre emblématique de la scène pop de la fin des années 2000. Succès critique et commercial, « I Kissed a Girl » a été nommée lors de grandes cérémonies musicales, notamment aux Grammy Awards et aux NRJ Music Awards, consolidant la place de Perry parmi les stars montantes de la pop.

## Thème
Le thème de cette chanson est la bisexualité. I Kissed A Girl se traduit par J'ai embrassé une fille, la chanteuse fait allusion à cette expérience. Les paroles décrivent une sorte de transgression, mais la narratrice déclare ne pas être homosexuelle, en faisant référence à son « boyfriend » (« petit copain »).
La chanson est devenue, comme l'a noté le New York Times, un exemple particulièrement représentatif de la bisexualité féminine dans la culture populaire contemporaine, à l'instar du film Tout va bien ! The Kids Are All Right.
À l'origine, la chanson ne devait pas paraître dans l'album et sortir seulement en tant que single pour éviter de déclencher une polémique ; Katy a finalement convaincu ses producteurs de sortir cette chanson en tant que premier single[réf. souhaitée].

## Clip
Le clip commence avec différentes filles ; Katy apparait alors sur un lit rose tenant un chat, qui n'est autre que Kitty Purry, son propre chat, lors du premier couplet. À partir du refrain, nous pouvons voir Katy accompagnée de jeunes femmes figurantes (parmi elles, la chanteuse Ke$ha avant sa célébrité) ; elle apparaît dans une fontaine lors du deuxième couplet tenant un éventail. À la fin de la chanson, elle se réveille aux côtés d'un homme et nous découvrons que ce n'était qu'un rêve.

## Liste des titres
| - Téléchargements 1. I Kissed a Girl - 3:00 - European CD Single 1. I Kissed a Girl - 3:00 2. I Kissed a Girl (Jason Nevins Funkrokr Extended Mix) - 6:51 3. I Kissed a Girl (Dr. Luke & Benny Blanco Remix) - 3:28 | - Australie CD Single 1. I Kissed a Girl - 3:00 2. I Kissed a Girl (Instrumental) - 3:00 - UK CD Single 1. I Kissed a Girl - 3:00 2. I Kissed a Girl (Jason Nevins Funkrokr Extended Mix) - 6:51 |

## Classements et certifications
| Classement (2008)                       | Meilleure position |
| --------------------------------------- | ------------------ |
| Australie (ARIA)                        | 1                  |
| Autriche (Ö3 Austria Top 40)            | 1                  |
| Belgique (Flandre Ultratop 50 Singles)  | 1                  |
| Belgique (Wallonie Ultratop 50 Singles) | 3                  |
| Canada (Hot 100)                        | 1                  |
| Danemark (Tracklisten)                  | 1                  |
| Europe (Hot 100)                        | 1                  |
| Finlande (Suomen virallinen lista)      | 4                  |
| France (SNEP)                           | 5                  |
| Allemagne (Media Control AG)            | 1                  |
| Hongrie (Rádiós Top 40)                 | 1                  |
| Hongrie (Dance Top 40)                  | 4                  |
| Hongrie (Single Top 40)                 | 9                  |
| Irlande (IRMA)                          | 1                  |
| Italie (FIMI)                           | 1                  |
| Pays-Bas (Nederlandse Top 40)           | 1                  |
| Nouvelle-Zélande (RMNZ)                 | 1                  |
| Norvège (VG-lista)                      | 1                  |
| Slovaquie (IFPI Rádio)                  | 4                  |
| Espagne (PROMUSICAE)                    | 19                 |
| Suède (Sverigetopplistan)               | 1                  |
| Suisse (Schweizer Hitparade)            | 1                  |
| Royaume-Uni (UK Singles Chart)          | 1                  |
| États-Unis (Hot 100)                    | 1                  |

| Classement (2008)         | Meilleure position |
| ------------------------- | ------------------ |
| Australie                 | 9                  |
| Autriche                  | 4                  |
| Région flamande           | 7                  |
| Wallonie                  | 41                 |
| Canada                    | 5                  |
| Europe                    | 4                  |
| France                    | 34                 |
| Allemagne                 | 5                  |
| Irlande                   | 5                  |
| Nouvelle-Zélande          | 9                  |
| Pays-Bas (Single Top 100) | 3                  |
| Suède                     | 5                  |
| Suisse                    | 8                  |
| Royaume-Uni               | 4                  |
| États-Unis                | 14                 |

| (2000-2009) | Position |
| ----------- | -------- |
| Australie   | 22       |
| Allemagne   | 29       |
| États-Unis  | 66       |

### Certifications
| Pays             | Certfications                      |
| ---------------- | ---------------------------------- |
| Australie        | 2× Platine                         |
| Autriche         | Platine                            |
| Belgique         | Or                                 |
| Canada           | 7× Platine                         |
| Canada           | 6x platine (sonnerie téléphonique) |
| Danemark         | 3× Platine                         |
| France           | Or                                 |
| Finlande         | Platine                            |
| Allemagne        | Platine                            |
| Nouvelle-Zélande | Platine                            |
| Espagne          | Platine                            |
| Suède            | Platine                            |
| Suisse           | Platine                            |
| Royaume-Uni      | Platine                            |
| États-Unis       | 3× Platine                         |

## Reprises
La chanson a été reprise par :
- William Fitzsimmons[56] ;
- Ben l'Oncle Soul ;
- Phish, à titre humoristique lors d'un concert ;
- Glee, épisode 7 de la saison 3 ;
- The Big Bang Theory, épisode 21 de la saison 4 ;
- Cœur de pirate ;
- Le groupe allemand Terminal Choice sur l'édition limitée de leur album Übermacht en 2010 ;
- -M- en version française pour la bande originale du film Toute première fois ;
- Angèle en 2018, titre remixé ensuite par le DJ français Crisologo [57],[58]